# Hudson Falls (New York)
Hudson Falls est un village du comté de Washington, dans l'État de New York, aux États-Unis,. En 2010, il compte une population de 7 281 habitants.

## Démographie
Lors du recensement de 2010, le village comptait une population de 7 281 habitants, tandis qu'en 2019, elle est estimée à 7 056 habitants.